# Movimiento de Desobediencia Civil

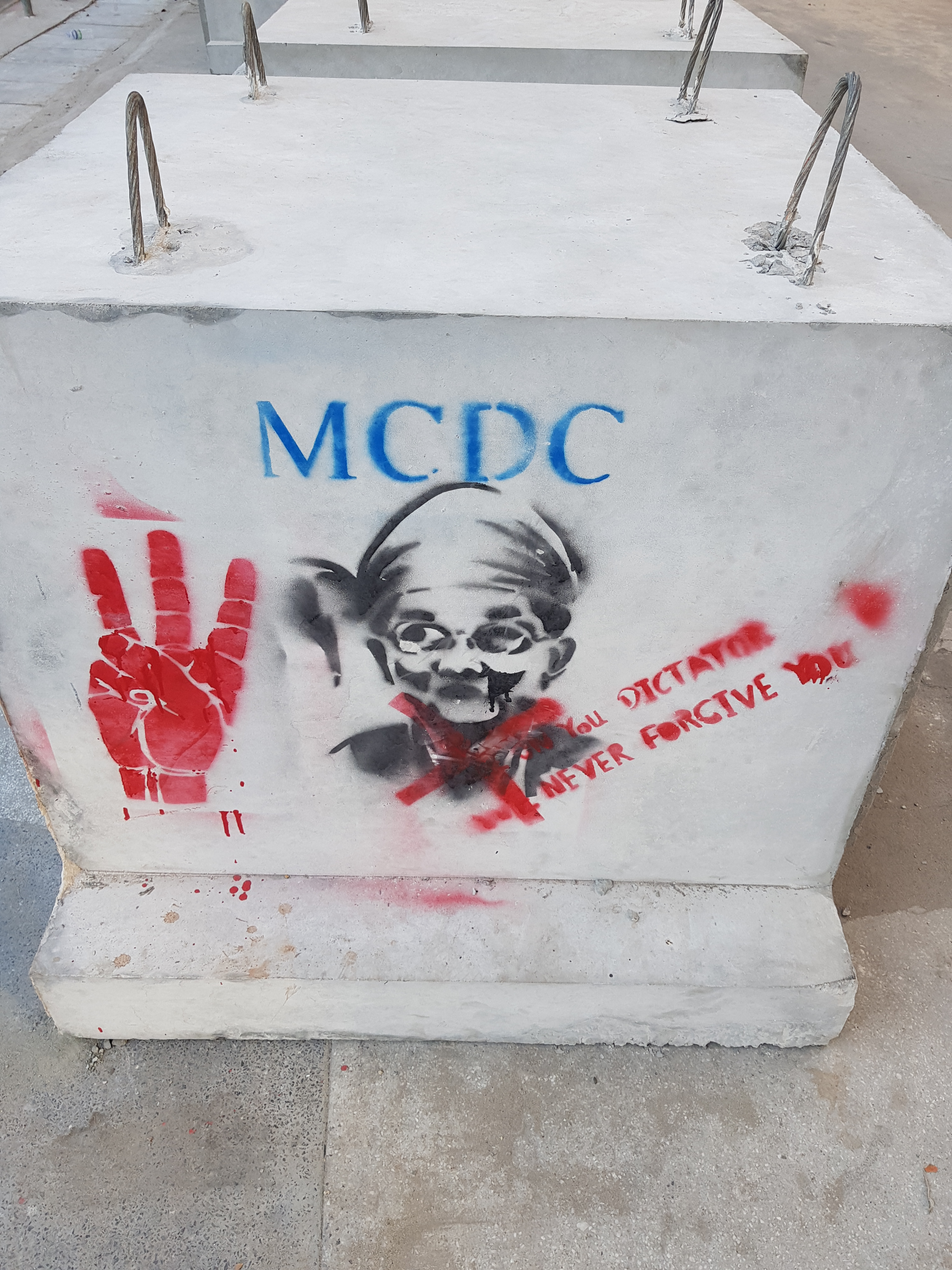
Arte de protesta que representa a Min Aung Hlaing en Mandalay

En Birmania, el Movimiento de Desobediencia Civil es un grupo descentralizado de civiles que han adoptado formas pacíficas y no violentas de protesta, que incluyen actos de desobediencia civil, huelgas laborales, una campaña de boicot hacia las empresas de propiedad militar, cacerolazos y el reconocimiento formal de los resultados electorales. Además, el arte de protesta también ha sido parte del movimiento, por ejemplo "Kabar Ma Kyay Bu" (en birmano: ကမ္ဘာမကျေဘူး), una canción que se popularizó por primera vez como el himno de las manifestaciones antigubernamentales de 1988, ha sido revitalizada por el Movimiento de Desobediencia Civil como una canción de protesta. El saludo de tres dedos ha sido ampliamente adoptado por los manifestantes como un símbolo de protesta

## Tácticas de manifestación

### Huelgas laborales

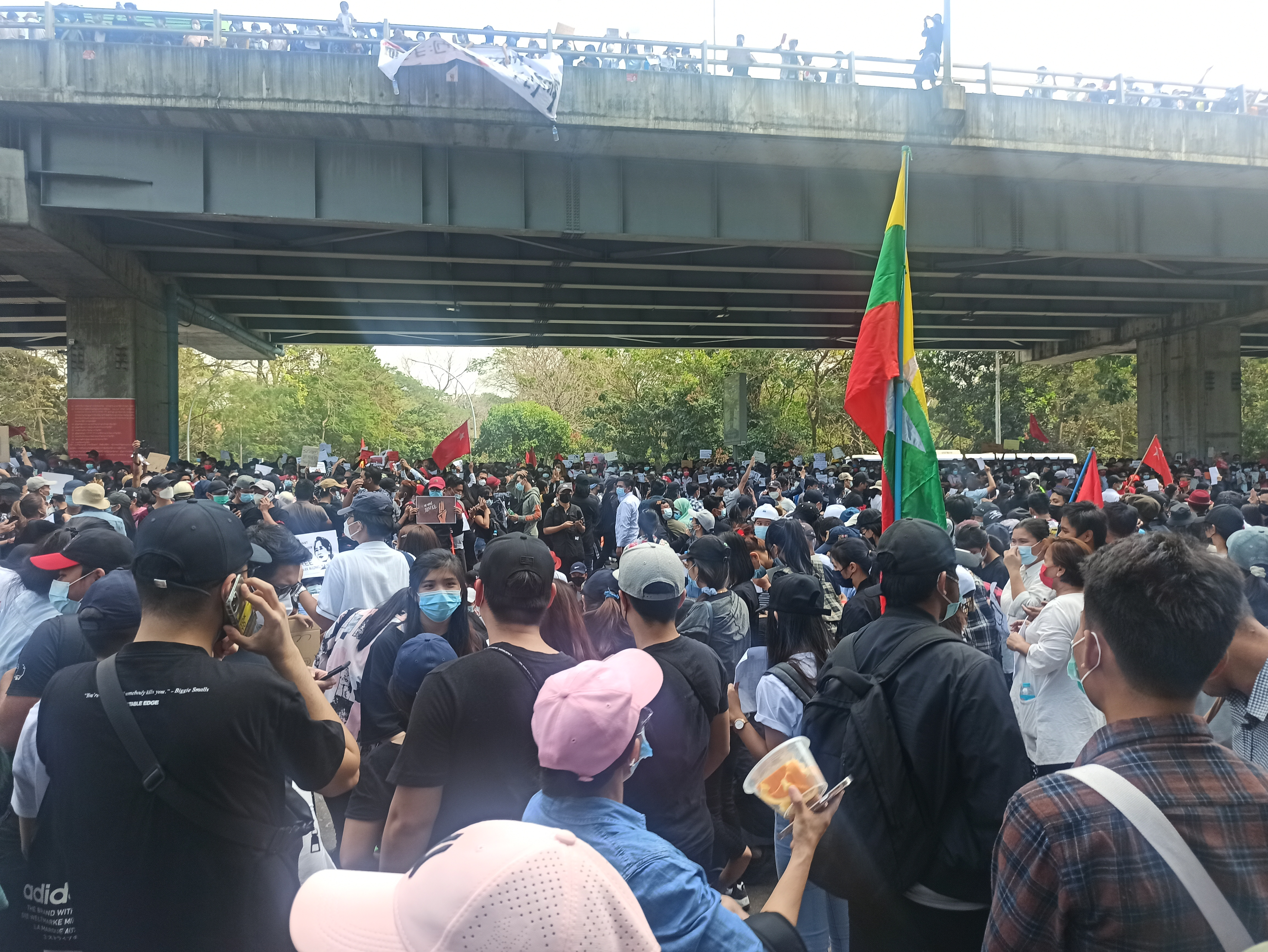
Protestas bajo el puente de paso elevado de Hledan

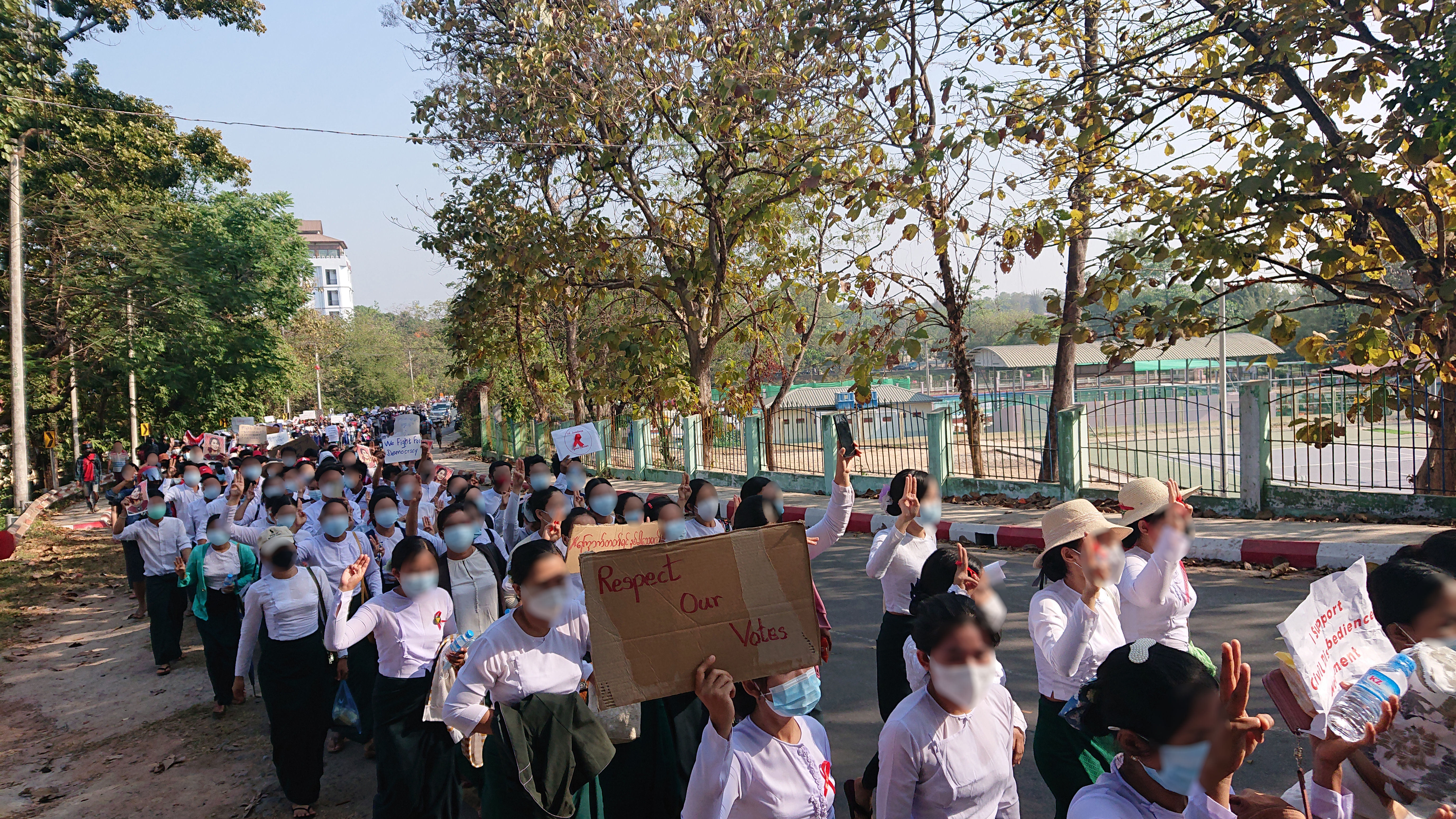
Un grupo de maestros uniformados protestando en Hpa-an el 9 de febrero de 2021

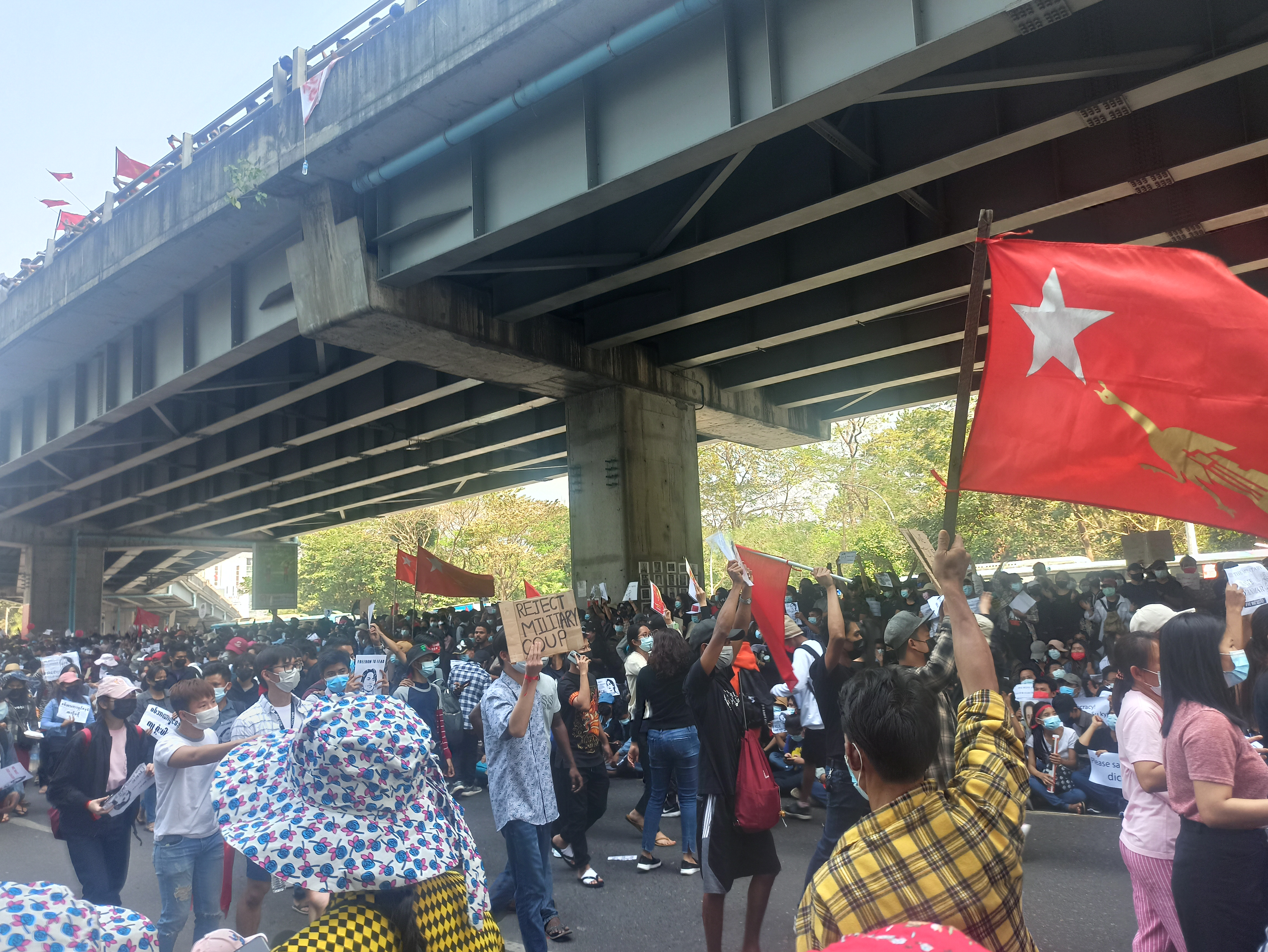
Protesta en Hledan Junction en Yangon

Los trabajadores sanitarios de docenas de hospitales e instituciones estatales iniciaron una huelga laboral a partir del 3 de febrero de 2021. A partir del 3 de febrero de 2021, los trabajadores sanitarios de más de 110 hospitales y agencias de salud han participado en el movimiento. Seis de los 13 miembros del Comité de Desarrollo de la Ciudad de Mandalay, incluyendo el vicealcalde Ye Mon, renunciaron el 3 de febrero de 2021, en protesta contra el golpe de Estado. Los participantes de la huelga laboral se han enfrentado a intimidación y amenazas de los superiores. Para el 9 de febrero, la vacunación contra el COVID-19 había sido suspendida, el sistema de pruebas del país se había derrumbado y la mayoría de los hospitales en Birmania habían cerrado.
Las huelgas laborales se han extendido rápidamente a otros sectores. Siete organizaciones de maestros, entre ellas la Federación de Maestros de Myanmar, de 100 000 personas, se han comprometido a participar en la huelga laboral. El personal del Ministerio de Relaciones Exteriores, anteriormente dirigido por Suu Kyi, también se ha unido a la huelga. El 4 de febrero de 2021, en Naipyidó, funcionarios empleados en el Ministerio de Agricultura, Ganadería y Riego organizaron una protesta. El 5 de febrero de 2021, 300 mineros de cobre en las minas de cobre de Kyisintaung se unieron a la campaña de huelga. El minero Sithu Tun declaró que la huelga continuaría hasta que los líderes electos reciban su poder de vuelta". Al 5 de febrero de 2021, la huelga de la administración pública incluyó personal administrativo, médico y del sector educativo y estudiantes en "91 hospitales gubernamentales, 18 universidades y colegios y 12 departamentos gubernamentales en 79 municipios". Nan Nwe, miembro del departamento de psicología de la Universidad de Rangún declaró: "Al enseñar a los estudiantes a cuestionar y entender la justicia, no podemos aceptar esta injusticia. Nuestra posición no es política. Solamente defendemos la justicia". Lynn Letyar, cirujana del Hospital General de Lashio, declaró que la mayoría de los médicos y enfermeras habían estado en huelga desde el 3 de febrero de 2021. El personal de Myanmar National Airlines también se unió a la campaña de desobediencia civil.
El 8 de febrero, surgieron noticias de que los periódicos estatales Kyemon y la New Light of Myanmar tenían la intención de detener las publicaciones para protestar por el golpe. El 8 de febrero, Kanbawza Bank cerró temporalmente sus sucursales debido a la escasez de personal resultante de la participación del personal de KBZ que participaba en la campaña de desobediencia civil. Otros bancos también se vieron afectados por la participación del personal en la campaña en curso. El 9 de febrero, personal del Banco Central de Birmania se unió al movimiento.
El 9 de febrero, el impacto de las actividades del MDL llevó al Ministerio de Salud y Deportes a publicar un alegato público en la estatal New Light of Myanmar en la que se solicitaba a los trabajadores sanitarios que volvieran al trabajo. El 10 de febrero, el sindicato más grande de Myanmar, la Confederación de Sindicatos de Myanmar (CTUM), anunció planes para perseguir a los funcionarios del lugar de trabajo que toman represalias contra los empleados que se unen al movimiento de desobediencia civil. El 11 de febrero, Min Aung Hlaing instó a los funcionarios a dejar de lado sus sentimientos personales y volver al trabajo. El 16 de febrero, un portavoz del Ministerio de Información advirtió a los funcionarios que participaban en el movimiento, advirtiendo que las autoridades no esperarían mucho tiempo para su regreso al trabajo.
Varios grupos de presión de la industria, entre ellos la Asociación de la Industria Móvil de Myanmar y la Asociación de Cosméticos de Myanmar, han suspendido la cooperación con las agencias gubernamentales tras el golpe de Estado.
A partir del 25 de febrero, los camioneros también iniciaron una huelga contra el golpe al negarse a transportar mercancías desde los muelles de los cuatro principales puertos de Rangún. El secretario conjunto de la Asociación de Camiones de Contenedores de Myanmar dijo que estima que alrededor del 90% de los 4000 conductores de la ciudad están en huelga, y han prometido entregar solo alimentos esenciales, medicinas y telas para las fábricas.

### Campaña de boicot militar
El 3 de febrero de 2021, surgió un movimiento de boicot interno llamado "Stop Buying Junta Business", que pedía el boicot de los productos y servicios vinculados al ejército de Myanmar. Entre los bienes y servicios específicos en la importante cartera de negocios del ejército birmano se incluyen Mytel, un transportista nacional de telecomunicaciones, Myanmar Beer, Mandalay Beer y Dagon Beer, varias marcas de café y té, 7th Sense Creation, que fue cofundada por la hija de Min Aung Hlaing, y líneas de autobús.
En respuesta al boicot, 71 ingenieros que trabajaban para Mytel en la región de Sagaing renunciaron en protesta. Algunos puntos de venta han comenzado a sacar Myanmar Beer de las tiendas.
El 5 de febrero, Kirin Company puso fin a su empresa conjunta con la empresa militar Myanma Economic Holdings Limited (MEHL). La empresa conjunta, Myanmar Brewery, produce varias marcas de cerveza, incluyendo Myanmar Beer, y tiene una cuota de mercado del 80% en el país. La participación de Kirin había sido valorada en 1700 millones USD. El 8 de febrero, Lim Kaling, cofundador de Razer, anunció que estaba desinvirtió su participación en una empresa conjunta con una compañía tabacalera singapurense que posee una participación del 49% en Virginia Tobacco, un fabricante local de tabaco que es propiedad mayoritaria de MEHL. Virginia Tobacco produce 2 marcas de cigarrillos locales populares, Red Ruby y Premium Gold.
El 26 de mayo de 2021, las empresas Total y Chevron suspendieron sus dividendos a causa del contexto inestable que vive el país desde el golpe de Estado. Esto responde también a las sanciones impuestas por la Unión Europea y Estados Unidos contra la junta militar birmana. Además, un día después, la ONG Justice for Myanmar exhortó a la cancelación o suspensión de todas las inversiones en Birmania que beneficiasen a la junta militar, esto en apoyo a los manifestantes.

### Movimiento de cacerolazos
Desde el inicio del golpe de Estado, los residentes en centros urbanos como Rangún organizaron cacerolazos, golpeando ollas y sartenes al unísono cada noche como un acto simbólico para alejar el mal, como método de expresar su oposición al golpe de Estado. El 5 de febrero de 2021, 30 personas en Mandalay fueron acusadas bajo el artículo 47 de la Ley de Policía por golpear ollas y utensilios de cocina.

### Campaña de lazos rojos
El 3 de febrero de 2021, los trabajadores sanitarios de Myanmar lanzaron la campaña de cinta roja (en birmano: ဖဲကြိုးနီလှုပ်ရှားမှု). El color rojo está asociado con la Liga Nacional para la Democracia (LND), el partido político titular que ganó las elecciones de 2020. Ni Ni Khin Zaw, un cantante popularmente birmano y graduado de la escuela de medicina, apoyó públicamente la campaña. Funcionarios y trabajadores de Myanmar, incluidos los ministerios sindicales, han adoptado el lazo rojo como símbolo de oposición al régimen militar. El 5 de febrero de 2021, los mineros de cobre de las minas de Kyinsintaung incapaces de unirse a la huelga de mano de obra se unieron a la campaña de la cinta roja. El 6 de febrero de 2021, los trabajadores de la confección de fábrica en la Zona Industrial de Thaketa se unieron a la campaña de la cinta roja.

### Redes sociales
Celebridades y políticos birmanos, entre ellos Paing Takhon y Daung, han apoyado públicamente los esfuerzos de resistencia civil, posando con el saludo de tres dedos en las publicaciones en las redes sociales. Celebridades e influencers de las redes sociales, como Sai Sai Kham Leng y Nay Chi Oo, que guardaron silencio o fueron lentos en apoyar las protestas populares en curso perdieron considerables seguidores en línea. El 7 de febrero, Nay Soe Maung, yerno del ex dictador de Birmania Than Shwe, publicó una foto en Facebook mostrando su apoyo a las protestas.
Los internautas birmanos han popularizado hashtags de tendencias como #SayNototheCoup, #RespectOurVotes, #HearTheVoiceofMyanmar, #SaveMyanmar y #CivilDisobedience. Un día después del golpe de Estado, el hashtag #SaveMyanmar había sido utilizado por más de 325 000 usuarios de Facebook. Los usuarios de las redes sociales también habían cambiado sus fotos de perfil a negro para mostrar su tristeza o rojo en apoyo de la LND, a menudo con un retrato de Suu Kyi. Los internautas birmanos también han ridiculizado la baja estatura de Min Aung Hlaing en línea, y algunos internautas prodemocráticos se han unido a la Milk Tea Alliance, un movimiento de solidaridad democrática en línea en Asia.

### Movimiento masivo de "averías de coches" y "coches lentos"
El 17 de febrero de 2021, muchos coches se averiaron misteriosamente en calles concurridas de Rangún en una manifestación organizada, en un intento creativo de bloquear a las fuerzas de seguridad y la policía para que pasaran por el tráfico y para impedir que los trabajadores del gobierno se fuera a trabajar. El movimiento continuó el 18 de febrero de 2021 con muchos coches descompuestos unidos por algunos moviéndose a una velocidad muy lenta para bloquear el tráfico.